# Pseudognaptodon gouleti
Pseudognaptodon gouleti är en stekelart som beskrevs av Williams 2004. Pseudognaptodon gouleti ingår i släktet Pseudognaptodon och familjen bracksteklar. Inga underarter finns listade i Catalogue of Life.